# Демир Хисар (община)
Вижте пояснителната страница за други значения на Демир Хисар.
Демир Хисар (на македонска литературна норма: Општина Демир Хисар) e община, разположена в югозападната част на Северна Македония в едноименната историко-географска област Демир Хисар по горното течение на река Църна и нейните притоци, на северозапад от котловината Пелагония.
Център на община Демир Хисар е град Демир Хисар, бившето село Мургашево. Площта на общината е 480,13 km2.
До 2009 година градоначалник е Любчо Найдовски (СДСМ). В 2009 година за кмет е избран Тони Ангелевски.
Община Демир Хисар има 9497 жители (2002), от които 9179 (96,65%) са македонци, а останалите са предимно албанци мюсюлмани. В общината освен град Демир Хисар влизат и 40 села.

## Структура на населението
Според преброяването от 2002 година община Демир Хисар има 9497 жители.
| Етническа принадлежност | Процент |
| македонци               | 96,65%  |
| албанци                 | 2,44%   |
| турци                   | 0,37%   |
| роми                    | 0,12%   |
| власи                   | 0,07%   |
| сърби                   | 0,14%   |
| бошняци                 | 0,02%   |
| други                   | 0,19%   |